# Сант'Андреа але Форначи (Пиза)
Сант'Андреа але Форначи је насеље у Италији у округу Пиза, региону Тоскана.
Према процени из 2011. у насељу је живело 48 становника. Насеље се налази на надморској висини од 69 м.